# Coma (optica)

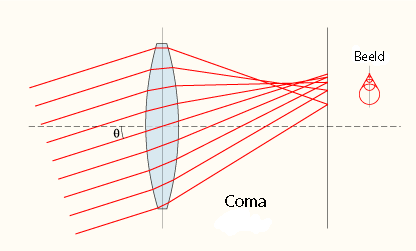
Stralengang van een lens die coma vertoont.

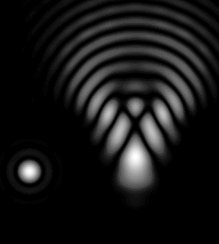
Beeld van een puntvormige lichtbron. Links zonder coma, rechts met sterke coma (en diffractiestrepen).

Coma is een beeldfout die veroorzaakt wordt door asymmetrie in een optisch systeem. Coma (van het Latijnse coma: haar) kan zowel bij lenzen en lenzensystemen als bij spiegeloptiek optreden. Door coma worden beeldpunten buiten de optische as niet puntvormig maar meer komeetvormig afgebeeld, en wel des te sterker naarmate ze zich verder van de optische as bevinden.
Coma in een enkelvoudige lens of een lenzensysteem kan gecorrigeerd worden door de juiste kromming van de lensoppervlakken te kiezen. Een lens waarin zowel coma als sferische aberratie zijn gecorrigeerd heet een aplanaat.
Coma treedt in sterke mate op bij lichtsterke Newton-telescopen omdat daar parabolische spiegels gebruikt worden. Om dat te verhelpen kan een coma-corrector worden gebruikt. Die wordt meestal geplaatst tussen oculair en oculairhouder. Coma-correctors zijn commercieel verkrijgbaar. Diafragmeren helpt ook, maar wordt zelden gedaan vanwege het lichtverlies.